# توماس بیتمن (پزشک)

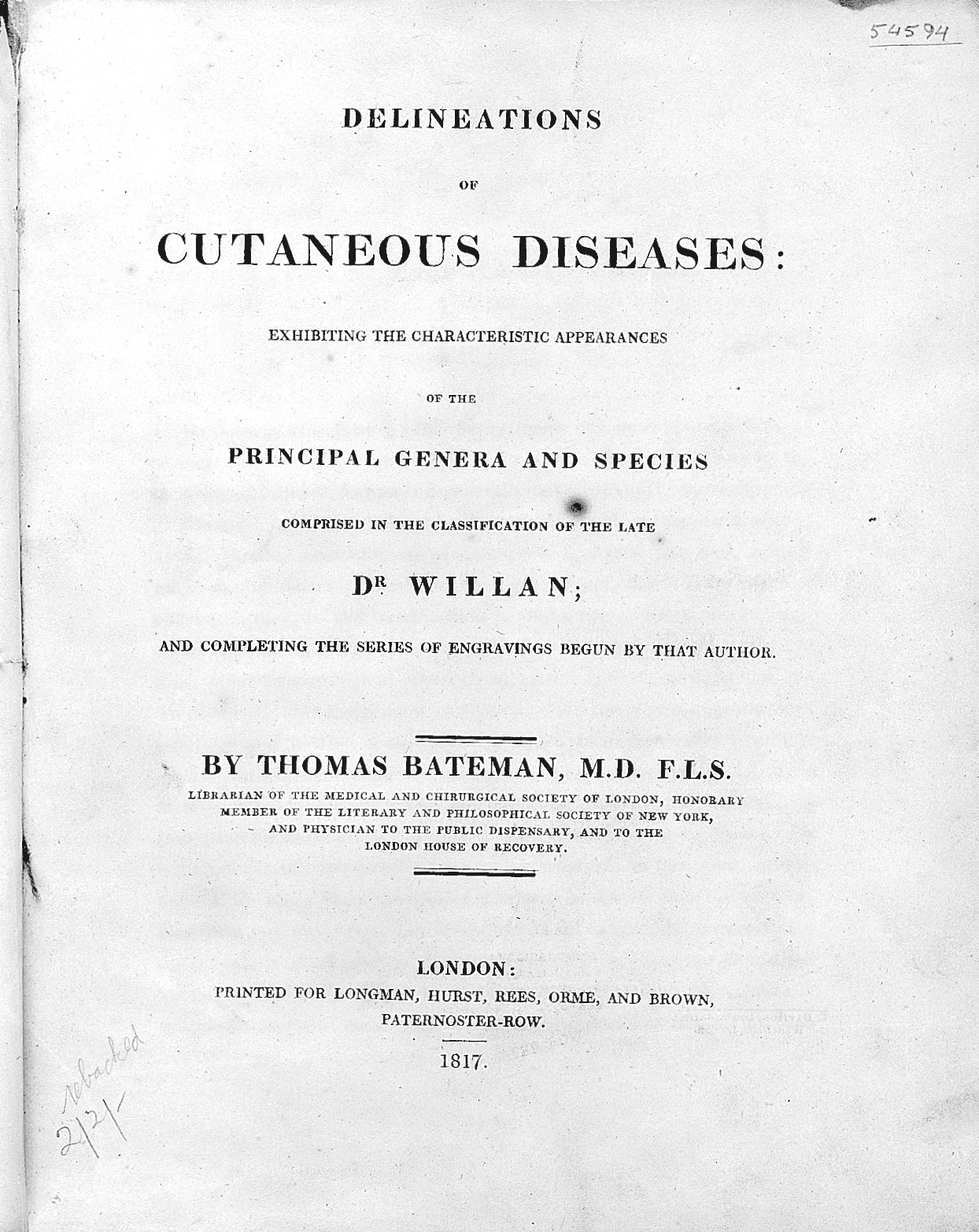
کتاب بیماری های پوستی نوشته شده توسط توماس بیتمن

توماس بیتمن (به انگلیسی: Thomas Bateman) (زادهٔ ۲۹ آوریل ۱۷۷۸ - درگذشتهٔ ۹ آوریل ۱۸۲۱) یک پزشک انگلیسی و پیشگام در زمینه درماتولوژی که بومی ویتبای، یورکشایر بود. توماس بیتمن در روستای ویتبای در شهرستان یورکشایر انگلستان به دنیا آمد. او به عنوان یکی از بزرگترین پژوهشگران و معالجان بیماری‌های پوستی در تاریخ شناخته می‌شود.
بیتمن در دوران جوانی به عنوان یک پزشک درمانی برای مردم فقیر مناطق روستایی فعالیت می‌کرد. در این دوران، او با بیماری‌های پوستی مختلف آشنا شد و به تحقیق و پژوهش در این حوزه علاقه‌مند شد. او به طور خاص به بررسی بیماری پسوریازیس پوستی مشغول شد و برای اولین بار، این بیماری را به دقت شناسایی کرد.

## زندگی
او مدرک پزشکی خود را از مدرسه پزشکی درمانگاه سلطنتی ادینبورگ به دست آورده بود. بیتمن یک دانش آموز، همکار و جانشین رابرت ویلن (۱۷۵۷-۱۸۱۲) در رابطه با طبقه‌بندی شیوه‌های درماتولوژیکال مدرن بود.